# Qualificazioni alla Coppa delle nazioni africane 1963
Le qualificazioni per la Coppa delle nazioni africane 1963 di calcio si disputarono tra il 16 gennaio 1963 e il 6 ottobre 1963 e videro la partecipazione di otto nazionali. Furono qualificati di diritto alla fase finale il Ghana (in qualità di paese ospitante) e l'Etiopia (in qualità di detentore del titolo).
Le otto nazionali partecipanti effettuarono spareggi di andata e ritorno, le vincenti si qualificarono alla fase finale.

## Spareggi
| Tunisi 15 giugno 1963                                                              | Tunisia   | 4 – 1 referto | Marocco |  |
| \| \| \| \| \| Henia 22’ 57’ Sassi 85’ Jedidi 88’ \| Marcatori \| 75’ Mokhtatif \| |           |               |         |  |
|                                                                                    |           |               |         |  |
| Henia 22’ 57’ Sassi 85’ Jedidi 88’                                                 | Marcatori | 75’ Mokhtatif |         |  |

| Casablanca 6 luglio 1963                                                                                       | Marocco   | 4 – 2 referto        | Tunisia |  |
| \| \| \| \| \| Khalfi 10’ Ben Dayan 46’ Bettache 59’ (rig.) Akesbi 78’ \| Marcatori \| 62’ Jedidi 84’ Henia \| |           |                      |         |  |
| |           |                      |         |  |
| Khalfi 10’ Ben Dayan 46’ Bettache 59’ (rig.) Akesbi 78’                                                        | Marcatori | 62’ Jedidi 84’ Henia |         |  |

- Tunisia qualificato alla fase finale.

|  | Rep. Araba Unita | – | Uganda |  |

|  | Uganda | – referto | Rep. Araba Unita |  |

- Uganda ritirato, Egitto qualificato alla fase finale.

| Nairobi 1 giugno 1963                  | Kenya     | 0 – 1 referto | Sudan |  |
| \| \| \| \| \| \| Marcatori \| Wiza \| |           |               |       |  |
|                                        |           |               |       |  |
|                                        | Marcatori | Wiza          |       |  |

| Khartoum 30 giugno 1963                              | Sudan     | 5 – 0 | Kenya |  |
| \| \| \| \| \| Osman Hassan Jaksa \| Marcatori \| \| |           |       |       |  |
|                                                      |           |       |       |  |
| Osman Hassan Jaksa                                   | Marcatori |       |       |  |

- Sudan qualificato alla fase finale.

| Lagos 27 luglio 1963                                         | Nigeria   | 2 – 2 referto | Guinea |  |
| \| \| \| \| \| 70’ (autogol) Olatunji 80’ \| Marcatori \| \| |           |               |        |  |
|                                                              |           |               |        |  |
| 70’ (autogol) Olatunji 80’                                   | Marcatori | Gol · Gol     |        |  |

| Conakry 6 ottobre 1963            | Guinea    | 1 – 0 referto | Nigeria |  |
| \| \| \| \| \| \| Marcatori \| \| |           |               |         |  |
|                                   |           |               |         |  |
| Gol                               | Marcatori |               |         |  |

- Guinea squalificata per irregolarità, Nigeria qualificata alla fase finale.

## Squadre qualificate
- Ghana (paese ospitante)
- Etiopia (detentore del titolo)
- Tunisia
- Rep. Araba Unita
- Sudan
- Nigeria